# Robert Herrmann
Robert Herrmann (* 10. August 1993 in Strausberg) ist ein deutscher Fußballspieler. Der Defensivspieler, der auch auf den Flügeln einsetzbar ist, steht bei Lupo Martini Wolfsburg unter Vertrag.

## Karriere
Herrmann spielte in seiner Jugend zunächst sechs Jahre für den FC Strausberg und wurde als Elfjähriger in der Nachwuchsabteilung des 1. FC Union Berlin aufgenommen, wo er fortan sämtliche Juniorenmannschaften durchlief.
Als 18-Jähriger stand er bereits häufiger im Kader der zweiten Mannschaft der Eisernen und kam in der Oberliga Nordost zu seinen ersten Einsätzen im Herrenfußball. Am Ende der Saison 2011/12 konnte Herrmann mit Union II als Vizemeister der Südstaffel in die fortan als vierte Liga fungierende Regionalliga Nordost aufsteigen. Dort wurde er defensiv variabel eingesetzt.
Im Sommer 2013 wechselte der Defensivspieler zu Hannover 96, für dessen Regionalligamannschaft er als Stammspieler nur eine Partie verpasste. Herrmann wurde bei den Niedersachsen häufig offensiver eingesetzt und konnte sechs Tore sowie eine Vorlage beisteuern. Darüber hinaus durfte er gelegentlich am Training der Profis teilnehmen.
Auch beim Ligakonkurrenten VfL Wolfsburg II war der gebürtige Brandenburger in der Folge häufig als Flügelspieler oder sogar im Sturmzentrum aktiv und konnte gleich in seiner ersten Saison mit der Mannschaft als Stammkraft die Vizemeisterschaft hinter Aufsteiger Werder Bremen II holen. Ein Jahr später gewann Herrmann mit Wolfsburg die Meisterschaft mit nur fünf Niederlagen vor dem VfB Oldenburg, in der Aufstiegsrelegation musste man sich aber dem Bayernmeister SSV Jahn Regensburg geschlagen geben. Zwischen Februar und April 2017 folgte eine Zwangspause wegen eines Mittelfußbruchs, trotz allem war Herrmann mit 14 Vorlagen der mit Abstand beste Vorbereiter des Teams.
Der Zweitligist SV Sandhausen holte Herrmann im Sommer 2017 nach seinen Leistungen für Wolfsburg und sah vor, ihn in die Profimannschaft zu integrieren. Verletzungsbedingt konnte er sich jedoch nicht durchsetzen und kam bis auf eine Partie nur für die Oberligamannschaft zum Einsatz. Nach einem familiären Trauerfall erhielt der Brandenburger die Freigabe des Vereins für einen Wechsel zu einem heimatnäheren Klub.
Nach diesem „Seuchenjahr“ fand Herrmann mit dem Ligakonkurrenten FC Erzgebirge Aue einen neuen Arbeitgeber, bei dem er sich jedoch nicht durchsetzen konnte. Für seine weitere Entwicklung verliehen ihn die Sachsen für die Drittligasaison 2019/20 an die Würzburger Kickers, bei denen er ab der Vorbereitungsphase gesetzt war. Herrmann bespielte die linke Außenbahn offensiv wie defensiv, schoss drei Tore und bereitete neun weitere vor, jedoch kassierten nur acht Konkurrenten noch mehr Gegentore als die Franken. Dennoch gelang dem Brandenburger und Würzburg als Vizemeister der Aufstieg in die 2. Bundesliga.
Im Anschluss war Herrmann wieder in Aue, Anfang August 2020 erfolgte aber eine vorzeitige Auflösung des noch ein Jahr gültigen Arbeitspapiers und der Spieler kehrte nach Würzburg zurück, wo er ein bis Juni 2022 gültiges Arbeitspapier unterzeichnete. Er verließ den Verein mit dem Abstieg in die Regionalliga Bayern und seinem Vertragsende. Er blieb allerdings der 3. Liga erhalten, da er sich dem FSV Zwickau anschloss.
Ende September 2023 wechselte er in die Oberliga Niedersachsen zu Lupo Martini Wolfsburg.

## Erfolge
1. FC Union Berlin
- Aufstieg in die Regionalliga Nordost: 2012

VfL Wolfsburg
- Meister der Regionalliga Nord: 2016

Würzburger Kickers
- Aufstieg in die 2. Bundesliga: 2020

## Privates
Sein Vater Thomas war ebenfalls Fußballspieler und für Union Berlin sowie Roberts Jugendverein FC Strausberg tätig. Sein Großvater Norbert spielte für Unions Vorgängerverein SC Union Oberschöneweide und Vorwärts Berlin.
Während seiner Zeit bei Union Berlin legte Herrmann erfolgreich seine Abiturprüfungen ab.